# Eurya
Eurya, biljni rod iz porodice Pentaphylacaceae kojemu pripada preko 150 vrsta grmlja i drveća iz suptropske i tropske Azije i Pacifika. Tipična vrsta je E. japonica Thunb.

## Vrste
1. Eurya acromonodontus W.R.Barker
2. Eurya acuminata DC.
3. Eurya acuminatissima Merr. & Chun
4. Eurya acuminoides P.T.Li
5. Eurya acutisepala Hu & L.K.Ling
6. Eurya alata Kobuski
7. Eurya albiflora C.T.White & W.D.Francis
8. Eurya amplexicaulis S.Moore
9. Eurya amplexifolia Dunn
10. Eurya arunachalensis A.S.Chauhan
11. Eurya asterica W.R.Barker
12. Eurya auriformis Hung T.Chang
13. Eurya bifidostyla K.M.Feng & P.Y.Mao
14. Eurya boninensis Koidz.
15. Eurya brassii Kobuski
16. Eurya brevistyla Kobuski
17. Eurya buxifolia Merr.
18. Eurya calotricha W.R.Barker
19. Eurya castaneifolia Vesque
20. Eurya cavinervis Vesque
21. Eurya celebica Reinw. ex de Vriese
22. Eurya cerasifolia (D.Don) Kobuski
23. Eurya ceylanica Wight
24. Eurya chinensis R.Br.
25. Eurya chuekiangensis Hu
26. Eurya ciliata Merr.
27. Eurya coriacea Merr.
28. Eurya crassilimba Hung T.Chang
29. Eurya crenatifolia (Yamam.) Kobuski
30. Eurya cuneata Kobuski
31. Eurya decurrens de Wit
32. Eurya degeneri Kobuski
33. Eurya dielsiana Kobuski
34. Eurya disticha Chun
35. Eurya distichophylla F.B.Forbes & Hemsl.
36. Eurya domaensis W.R.Barker
37. Eurya emarginata (Thunb.) Makino
38. Eurya eymae de Wit
39. Eurya fangii Rehder
40. Eurya finisterrica W.R.Barker
41. Eurya fosbergii Whistler
42. Eurya fragilis W.R.Barker
43. Eurya glaberrima Hayata
44. Eurya glabra (Blume) Korth.
45. Eurya glandulosa Merr.
46. Eurya gnaphalocarpa Hayata
47. Eurya gracilipes Kobuski
48. Eurya greenmaniana Kobuski
49. Eurya greenwoodii Kobuski
50. Eurya groffii Merr.
51. Eurya gungshanensis Hu & L.K.Ling
52. Eurya hainanensis (Kobuski) Hung T.Chang
53. Eurya handel-mazzettii Hung T.Chang
54. Eurya hebbemensis Kobuski
55. Eurya hebeclados Ling
56. Eurya hellwigii Lauterb.
57. Eurya henryi Hemsl.
58. Eurya hupehensis P.S.Hsu
59. Eurya idenburgiensis Kobuski
60. Eurya impressinervis Kobuski
61. Eurya inaequalis P.S.Hsu
62. Eurya japonica Thunb.
63. Eurya jintungensis P.T.Li
64. Eurya kerigomnica W.R.Barker
65. Eurya kuboriensis W.R.Barker
66. Eurya kueichouensis Hu & L.K.Ling
67. Eurya lanciformis Kobuski
68. Eurya laotica Gagnep.
69. Eurya leptanta Diels
70. Eurya leptophylla Hayata
71. Eurya longisepala Kobuski
72. Eurya loquaiana Dunn
73. Eurya luchunensis J.H.Wang & H.Wang
74. Eurya lunglingensis Hu & L.K.Ling
75. Eurya macartneyi Champ.
76. Eurya magniflora P.Y.Mao & P.X.He
77. Eurya makuanica C.X.Ye & X.G.Shi
78. Eurya marlipoensis Hu
79. Eurya megatrichocarpa Hung T.Chang
80. Eurya meizophylla (Diels) Kobuski
81. Eurya merrilliana Kobuski
82. Eurya metcalfiana Kobuski
83. Eurya montis-wilhelmii W.R.Barker
84. Eurya muricata Dunn
85. Eurya nitida Korth.
86. Eurya obliquifolia Hemsl.
87. Eurya obovata (Blume) Korth.
88. Eurya obtusifolia Hung T.Chang
89. Eurya osimensis Masam.
90. Eurya ovatifolia Hung T.Chang
91. Eurya oxysepala Diels
92. Eurya pahangensis Kobuski
93. Eurya paratetragonoclada Hu
94. Eurya patentipila Chun
95. Eurya pentagyna Hung T.Chang
96. Eurya pentastyla Kobuski
97. Eurya perryana Kobuski
98. Eurya perserrata Kobuski
99. Eurya persicifolia Gagnep.
100. Eurya phaeosticta C.X.Ye & X.G.Shi
101. Eurya phyllopoda (Diels) Kobuski
102. Eurya pickeringii A.Gray
103. Eurya pilosa C.X.Ye & X.G.Shi
104. Eurya pittosporifolia Hu
105. Eurya platyptera W.R.Barker
106. Eurya pluriflora Kobuski
107. Eurya polygama W.R.Barker
108. Eurya polyneura Chun
109. Eurya prunifolia P.S.Hsu
110. Eurya pseudocerasifera Kobuski
111. Eurya pullenii Hoogland
112. Eurya pyracanthifolia P.S.Hsu
113. Eurya quinquelocularis Kobuski
114. Eurya reflexa W.R.Barker
115. Eurya rehderiana Kobuski
116. Eurya rengechiensis Yamam.
117. Eurya richii A.Gray
118. Eurya rigida Choisy
119. Eurya roemeri Lauterb.
120. Eurya rubiginosa Hung T.Chang
121. Eurya rugosa Hu
122. Eurya ryozoana Hatus.
123. Eurya sakishimensis Hatus.
124. Eurya sandwicensis A.Gray
125. Eurya saxicola Hung T.Chang
126. Eurya semiserrulata Hung T.Chang
127. Eurya septata Chi C.Wu, Z.F.Hsu & C.H.Tsou
128. Eurya spiralis W.R.Barker
129. Eurya steenisii de Wit
130. Eurya stenophylla Merr.
131. Eurya strigillosa Hayata
132. Eurya subcordata P.T.Li
133. Eurya subintegra Kobuski
134. Eurya taronensis P.T.Li
135. Eurya ternatana Miq.
136. Eurya tetragonoclada Merr. & Chun
137. Eurya tigang K.Schum. & Lauterb.
138. Eurya tonkinensis Gagnep.
139. Eurya trichocarpa Korth.
140. Eurya tsaii Hung T.Chang
141. Eurya tsingpienensis Hu
142. Eurya turfosa Gagnep.
143. Eurya urophylla Kobuski
144. Eurya velutina Chun
145. Eurya vestita de Wit
146. Eurya vitiensis A.Gray
147. Eurya wardii Kobuski
148. Eurya weissiae Chun
149. Eurya wenshanensis Hu & L.K.Ling
150. Eurya wuliangshanensis T.L.Ming
151. Eurya yaeyamensis Masam.
152. Eurya yakushimensis (Makino) Makino
153. Eurya yunnanensis P.S.Hsu
154. Eurya zigzag Masam.